# Phellopsis suberea
Phellopsis suberea là một loài bọ cánh cứng trong họ Zopheridae. Loài này được Lewis miêu tả khoa học năm 1887.